# Pedro
Pedro, właśc. Pedro Eliezer Rodríguez Ledesma (wym. [ˈpeðɾo roˈðɾiɣeθ leˈðezma]; ur. 28 lipca 1987 w Santa Cruz de Tenerife) – hiszpański piłkarz, występujący na pozycji napastnika we włoskim klubie Lazio. W latach 2010–2017 reprezentant Hiszpanii. Pedro jest zawodnikiem obunożnym. Jako pierwszy piłkarz w historii strzelił gola w sześciu różnych rozgrywkach w ciągu jednego roku.

## Początki
Pedro urodził się w Santa Cruz, na Teneryfie. Do FC Barcelony przyszedł w sierpniu 2004 z CD San Isidro, gdzie zaczynał karierę piłkarską.

## Kariera klubowa

### FC Barcelona
Pedro rozpoczynał karierę w młodzieżowych zespołach katalońskiego klubu (wówczas występował pod pseudonimem „Pedrito”). Debiut w seniorskim zespole zaliczył 12 stycznia 2008 roku, podczas wygranego 4:0 meczu z Real Murcia. Ówczesny prezes FC Barcelony Joan Laporta uważał, że Pedro stanie się kluczowym piłkarzem klubu w przeciągu najbliższych pięciu sezonów.
Swojego pierwszego gola w lidze strzelił przeciwko UD Almerii. Słaba forma Francuza Thierry’ego Henry zmusiła Josepa Guardiolę, trenera FC Barcelony, do wystawiania Hiszpana coraz częściej w pierwszym składzie. Pedro wykazywał się niesamowitą skutecznością, ciekawymi pomysłami na grę oraz wielkim poświęceniem, dzięki czemu kibice szybko go polubili. Najważniejsze trafienie zaliczył w meczu z Realem Madryt wygranym przez FC Barcelonę 0:2 na Santiago Bernabéu 10 kwietnia 2010. Do siatki rywali trafił w lidze hiszpańskiej 12 razy.
Premierowego gola w Lidze Mistrzów zdobył na Camp Nou w meczu z Dynamem Kijów.
W sezonie 2010/2011 Kanaryjczyk był kluczowym zawodnikiem jedenastki Josepa Guardioli. W tym sezonie razem z FC Barceloną zdobył Superpuchar Hiszpanii, Mistrzostwo Hiszpanii i Ligę Mistrzów. W finale LM zdobył gola. Razem z Lionelem Messim i Davidem Villą stworzył jedno z najlepszych trio napastników na świecie. Zostali nazwani M.V.P (Most Valuable Player - najbardziej wartościowy zawodnik). Nazwa MVP wzięła się od skrótu ich nazwisk (Messi(M), Villa(V), Pedro(P). Dzięki tym trzem zawodnikom Barcelona miała bardzo udany sezon 10/11.

### Chelsea
20 sierpnia 2015 roku podpisał kontrakt z Chelsea. Swojego pierwszego gola dla „The Blues” strzelił w swoim debiucie przeciwko West Bromwich na The Hawthorns 23 sierpnia 2015 roku. Mecz zakończył się zwycięstwem londyńczyków 3:2.

### AS Roma
25 sierpnia 2020 roku przeszedł do AS Romy na zasadzie wolnego transferu podpisując trzyletni kontrakt.

### Lazio
19 sierpnia 2021 został zawodnikiem Lazio, z którym podpisał dwuletni kontrakt. Dwa dni później zadebiutował w tym klubie, w meczu z Empoli (3:1).

## Kariera reprezentacyjna
20 maja 2010 został powołany przez Vicente del Bosque do 23-osobowego składu na Mundial w RPA. Pierwszy mecz w reprezentacji rozegrał 9 dni później przeciwko Arabii Saudyjskiej, natomiast pierwszą bramkę zdobył w wygranym 6:0 spotkaniu z reprezentacją Polski 8 czerwca 2010. Był to jego trzeci mecz w reprezentacji. Na Mundialu zadebiutował zmieniając w 77 minucie Andresa Iniestę podczas pierwszego spotkania fazy grupowej z reprezentacją Szwajcarii.
Na Mistrzostwach Europy w 2012 wraz z reprezentacją Hiszpanii zajął pierwsze miejsce.

## Życie prywatne
Pedro jest jedynym dzieckiem Juana Antonio Rodrígueza i Monserrat Ledesmy Encinosy, którzy mieszkają w Santa Cruz de Tenerife. Od 2004 roku, spotykał się z Caroliną Martín, z którą wziął ślub 20 czerwca 2015. Para rozwiodła się w 2017. Mają trójkę dzieci: Bryana (ur. 4 kwietnia 2013), Kyle'a (ur. 29 sierpnia 2016) oraz Marca (ur. wrzesień 2017)

## Występy klubowe
Stan na 29 marca 2020

| Klub               | Sezon              | Liga    | Liga | Puchary krajowe | Puchary krajowe | Europa (Liga Mistrzów i Superpuchar Europy) | Europa (Liga Mistrzów i Superpuchar Europy) | Łącznie | Łącznie |
| Klub               | Sezon              | Występy | Gole | Występy         | Gole            | Występy                                     | Gole                                        | Występy | Gole    |
| ------------------ | ------------------ | ------- | ---- | --------------- | --------------- | ------------------------------------------- | ------------------------------------------- | ------- | ------- |
| FC Barcelona B     | 2006/07            | 1       | -    | -               | -               | -                                           | -                                           | 1       | 0       |
| FC Barcelona B     | 2007/08            | 37      | 7    | -               | -               | -                                           | -                                           | 37      | 7       |
| FC Barcelona B     | 2008/09            | 17      | 10   | -               | -               | -                                           | -                                           | 17      | 10      |
| FC Barcelona B     | Łącznie            | 55      | 17   | -               | -               | -                                           | -                                           | 55      | 17      |
| FC Barcelona       | 2007/08            | 2       | -    | -               | -               | -                                           | -                                           | 2       | 0       |
| FC Barcelona       | 2008/09            | 6       | -    | 3               | -               | 5                                           | -                                           | 14      | 0       |
| FC Barcelona       | 2009/10            | 34      | 12   | 6               | 4               | 10                                          | 5                                           | 50      | 21      |
| FC Barcelona       | 2010/11            | 33      | 13   | 8               | 4               | 12                                          | 5                                           | 53      | 22      |
| FC Barcelona       | 2011/12            | 29      | 5    | 7               | 4               | 10                                          | 4                                           | 46      | 13      |
| FC Barcelona       | 2012/13            | 28      | 7    | 7               | 2               | 10                                          | 1                                           | 45      | 10      |
| FC Barcelona       | 2013/14            | 37      | 15   | 10              | 3               | 7                                           | 1                                           | 54      | 19      |
| FC Barcelona       | 2014/15            | 35      | 6    | 6               | 5               | 9                                           | -                                           | 50      | 11      |
| FC Barcelona       | Łącznie            | 204     | 58   | 47              | 22              | 63                                          | 16                                          | 314     | 96      |
| Chelsea            | 2015/16            | 29      | 7    | 7               | 1               | 7                                           | 1                                           | 43      | 9       |
| Chelsea            | 2016/17            | 35      | 9    | 8               | 4               | -                                           | -                                           | 43      | 13      |
| Chelsea            | 2017/18            | 31      | 4    | 10              | 2               | 7                                           | 1                                           | 48      | 7       |
| Chelsea            | 2018/19            | 31      | 8    | 7               | 0               | 14                                          | 5                                           | 52      | 13      |
| Chelsea            | 2019/20            | 9       | 1    | 5               | 1               | 4                                           | 0                                           | 18      | 2       |
| Chelsea            | Łącznie            | 135     | 29   | 35              | 8               | 31                                          | 6                                           | 201     | 43      |
| Łącznie w karierze | Łącznie w karierze | 394     | 104  | 84              | 30              | 95                                          | 23                                          | 573     | 157     |

## Gole w reprezentacji
| #   | Data                 | Miejsce                                                    | Przeciwnik           | Gol | Wynik | Rozgrywki           |
| --- | -------------------- | ---------------------------------------------------------- | -------------------- | --- | ----- | ------------------- |
| 1.  | 8 czerwca 2010       | Nueva Condomina, Murcja, Hiszpania                         | Polska               | 6–0 | 6–0   | Mecz towarzyski     |
| 2.  | 7 czerwca 2011       | Estadio José Antonio Anzoátegui, Puerto la Cruz, Wenezuela | Wenezuela            | 0–2 | 0–3   | Mecz towarzyski     |
| 3.  | 7 września 2012      | Estadio Municipal de Pasarón, Pontevedra, Hiszpania        | Arabia Saudyjska     | 2–0 | 5–0   | Mecz towarzyski     |
| 4.  | 7 września 2012      | Estadio Municipal de Pasarón, Pontevedra, Hiszpania        | Arabia Saudyjska     | 5–0 | 5–0   | Mecz towarzyski     |
| 5.  | 12 października 2012 | Stadion Dynama Mińsk, Mińsk, Białoruś                      | Białoruś             | 0–2 | 0–4   | Eliminacje MŚ       |
| 6.  | 12 października 2012 | Stadion Dynama Mińsk, Mińsk, Białoruś                      | Białoruś             | 0–3 | 0–4   | Eliminacje MŚ       |
| 7.  | 12 października 2012 | Stadion Dynama Mińsk, Mińsk, Białoruś                      | Białoruś             | 0–4 | 0–4   | Eliminacje MŚ       |
| 8.  | 14 listopada 2012    | Estadio Rommel Fernandez, Panama, Panama                   | Panama               | 0–1 | 1–5   | Mecz towarzyski     |
| 9.  | 14 listopada 2012    | Estadio Rommel Fernandez, Panama, Panama                   | Panama               | 0–3 | 1-5   | Mecz towarzyski     |
| 10. | 26 marca 2013        | Stade de France, Paryż, Francja                            | Francja              | 0–1 | 0–1   | Eliminacje MŚ       |
| 11. | 2 czerwca 2013       | Khalifa International Stadium, Ad-Dauha, Katar             | Urugwaj              | 2–0 | 3–1   | Mecz towarzyski     |
| 12. | 2 czerwca 2013       | Khalifa International Stadium, Ad-Dauha, Katar             | Urugwaj              | 3–0 | 3–1   | Mecz towarzyski     |
| 13. | 16 czerwca 2013      | Itaipava Arena Pernambuco, Recife, Brazylia                | Urugwaj              | 2–0 | 2–1   | Puchar konfederacji |
| 14. | 5 marca 2014         | Estadio Vicente Calderón, Madryt, Hiszpania                | Włochy               | 1–0 | 1–0   | Mecz towarzyski     |
| 15. | 8 września 2014      | Estadio Ciudad de Valencia, Walencja, Hiszpania            | Macedonia Północna   | 5–1 | 5–1   | Eliminacje ME       |
| 16. | 15 listopada 2014    | Nuevo Colombino, Huelva, Hiszpania                         | Białoruś             | 0–3 | 0–3   | Eliminacje ME       |
| 17. | 29 maja 2016         | Kybunpark, St. Gallen, Szwajcaria                          | Bośnia i Hercegowina | 3–1 | 3–1   | Mecz towarzyski     |

## Sukcesy

### FC Barcelona
- Mistrzostwo Hiszpanii: 2008/2009, 2009/2010, 2010/2011, 2012/2013, 2014/2015
- Puchar Hiszpanii: 2008/2009, 2011/2012, 2014/2015
- Superpuchar Hiszpanii: 2009, 2010, 2011, 2013
- Liga Mistrzów UEFA: 2008/2009, 2010/2011, 2014/2015
- Superpuchar Europy: 2009, 2011, 2015
- Klubowe Mistrzostwa Świata: 2009, 2011

### Chelsea
- Mistrzostwo Anglii: 2016/2017
- Puchar Anglii: 2017/2018
- Liga Europy UEFA: 2018/2019

### Reprezentacyjne
- Mistrzostwo Świata: 2010
- Mistrzostwo Europy: 2012
- Wicemistrzostwo Pucharu Konfederacji: 2013

### Wyróżnienia
- Przełomowy gracz w Primera División: 2009/2010
- Drużyna sezonu Ligi Europy UEFA: 2018/2019